# Castillo de Montemor-o-Novo
El Castillo de Montemor-o-Novo estaba situado en la antigua parroquia de Santiago do Castelo y hoy en día en la unión de las parroquias de Nossa Senhora da Vila, Nossa Senhora do Bispo y Silveiras, municipio de Montemor-o-Novo, distrito de Évora, Alentejo, Portugal.
En una posición dominante sobre la colina más alta de la región, el castillo originalmente cobijaba en sus muros al pueblo que, desarrollándose, se expandía a lo largo de la ladera norte. Los documentos históricos confirman que en este castillo Vasco da Gama finalizó los planes para su viaje a la India.

## Historia

### Antecedentes

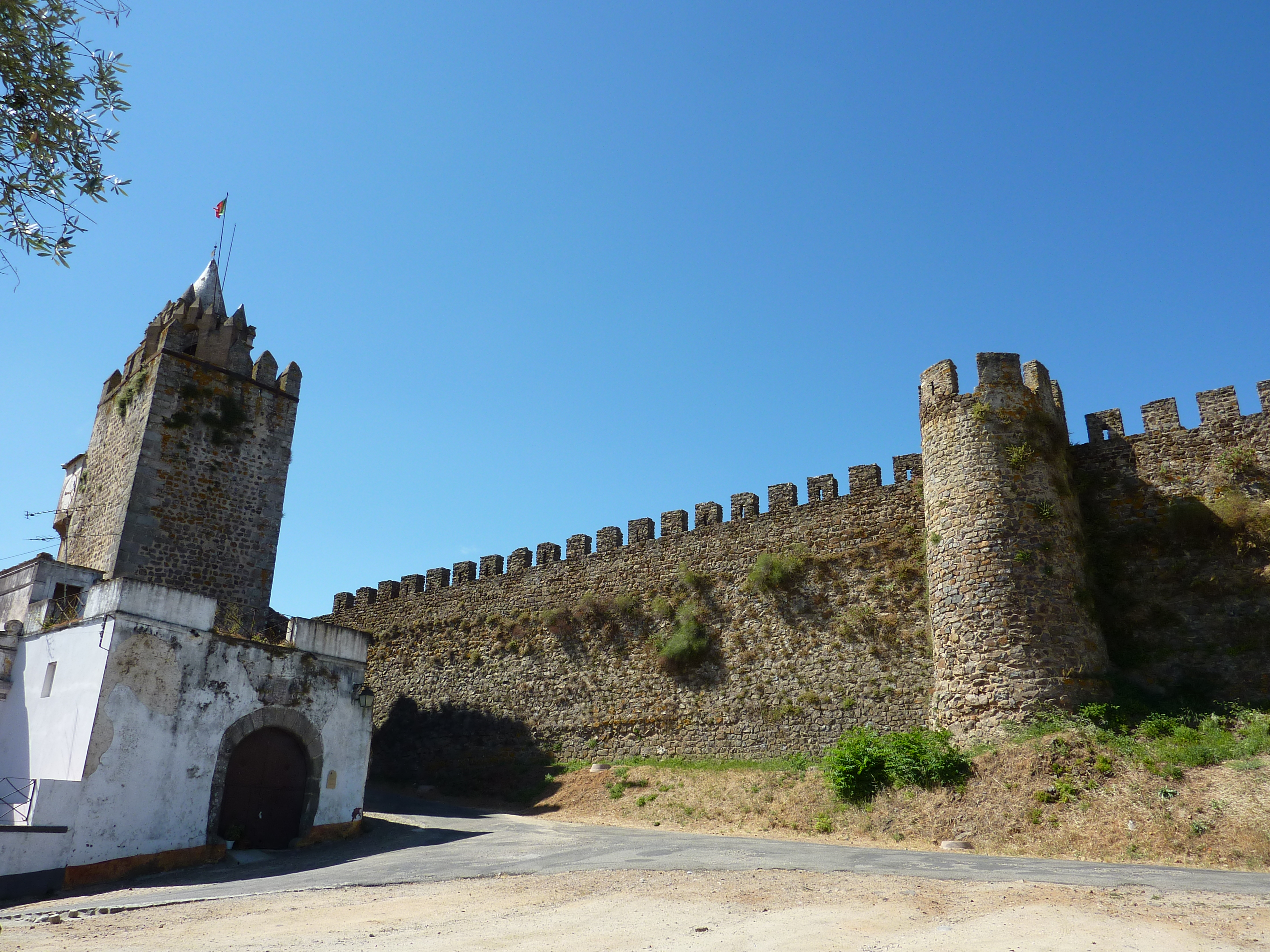

La primitiva ocupación humana de este sitio posiblemente se remonta a un castro prehistórico romanizado, según las abundantes pruebas arqueológicas de la región. En este punto se encontraron las calzadas romanas de Santarém y la desembocadura del río Tajo, que seguían por Évora hasta Mérida. El lugar habría sido fortificado por esta razón.
Siglos más tarde, en la época de la invasión musulmana de la península ibérica, el nombre Almançor permaneció, en la región, en la toponimia del arroyo Almansor. Algunos autores afirman que aquí también había una fortificación musulmana.

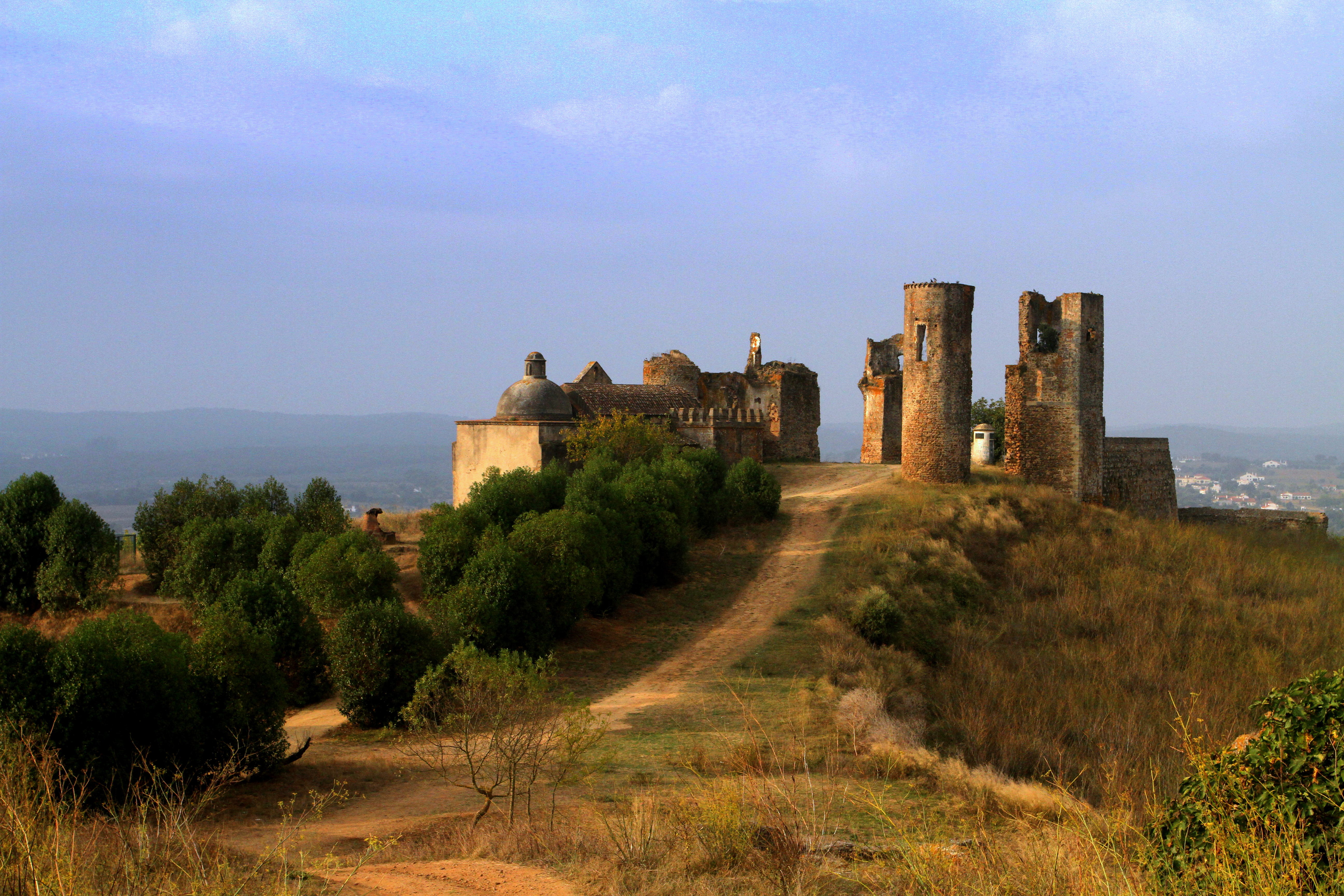

### El castillo medieval
En la época de la reconquista cristiana de la península ibérica, el asentamiento fue conquistado por las fuerzas portuguesas bajo D. Sancho I (1185-1211). Con el objetivo de su repoblación y defensa, el soberano le otorgó una carta en 1203. Se cree que la construcción del castillo medieval comenzó en esta etapa.
En la época de D. Dinis (1279-1325) se iniciaron grandes reformas en las defensas del asentamiento, incluyendo la construcción de la valla del pueblo, completada en 1365.
Con el establecimiento de la dinastía Avis, el dominio de Montemor-o-Novo se convirtió en el tercer terrateniente del condestable D. Nuno Álvares Pereira.
Durante el siglo XV, el castillo fue restaurado por el maestro de las piedras Afonso Mendes de Oliveira. En los siglos XV y XVI, la ciudad alcanzó su mayor prosperidad, debido no sólo al comercio regional, sino también al hecho de que la Corte permaneció durante largos períodos en Évora, lo que convirtió a la ciudad en escenario de acontecimientos como las Cortes de 1495, cuando D. Manuel I (1495-1521) tomó la decisión de proceder al descubrimiento de la ruta marítima a la India. Este soberano otorgó una nueva carta a la aldea en 1503. Más tarde, bajo el reinado de D. Sebastião (1557-1578), se le concedió el título de Vila Notável (1563), considerando que era un lugar antiguo y un gran asentamiento.

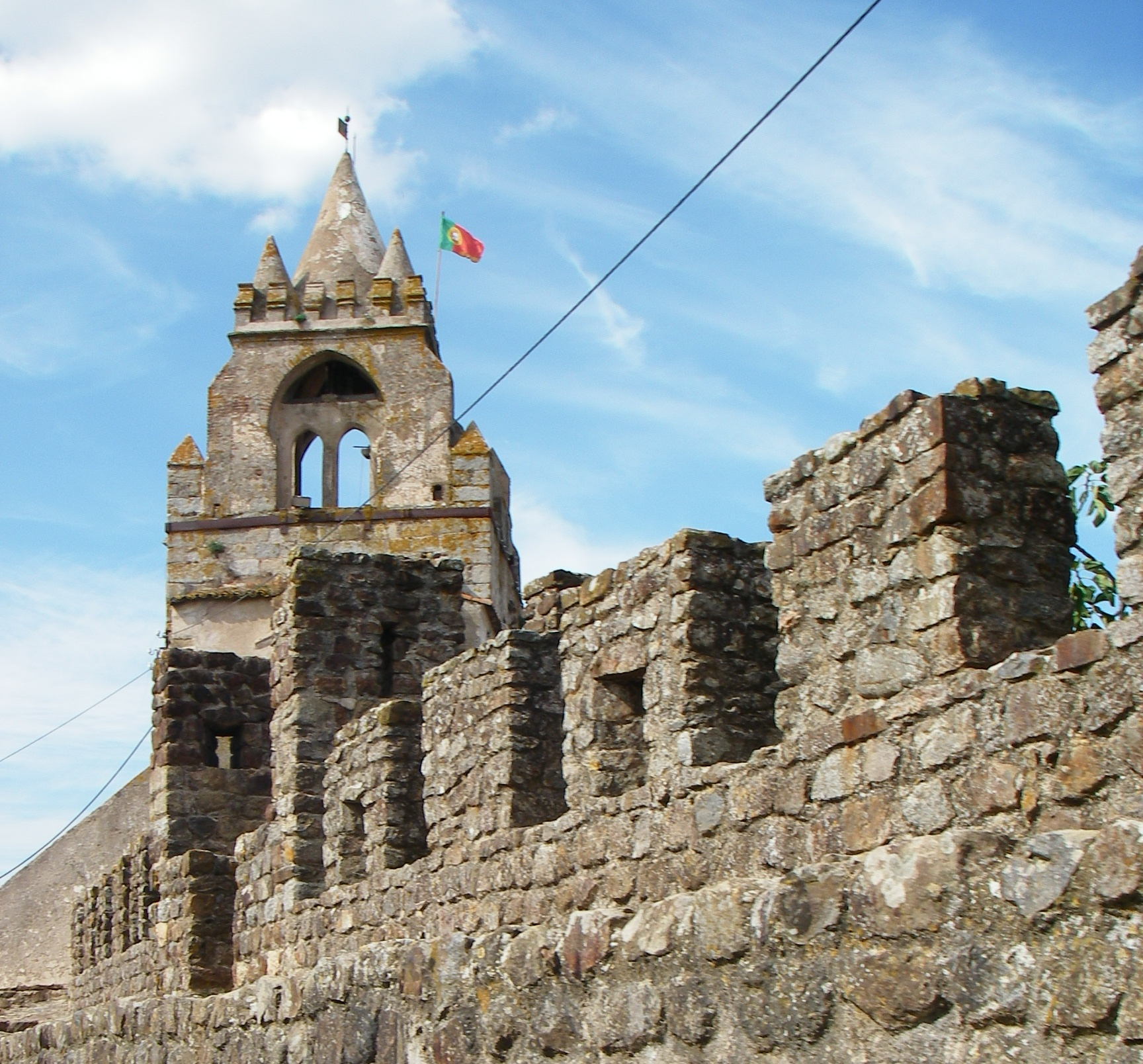

### Desde la Guerra de Restauración hasta nuestros días

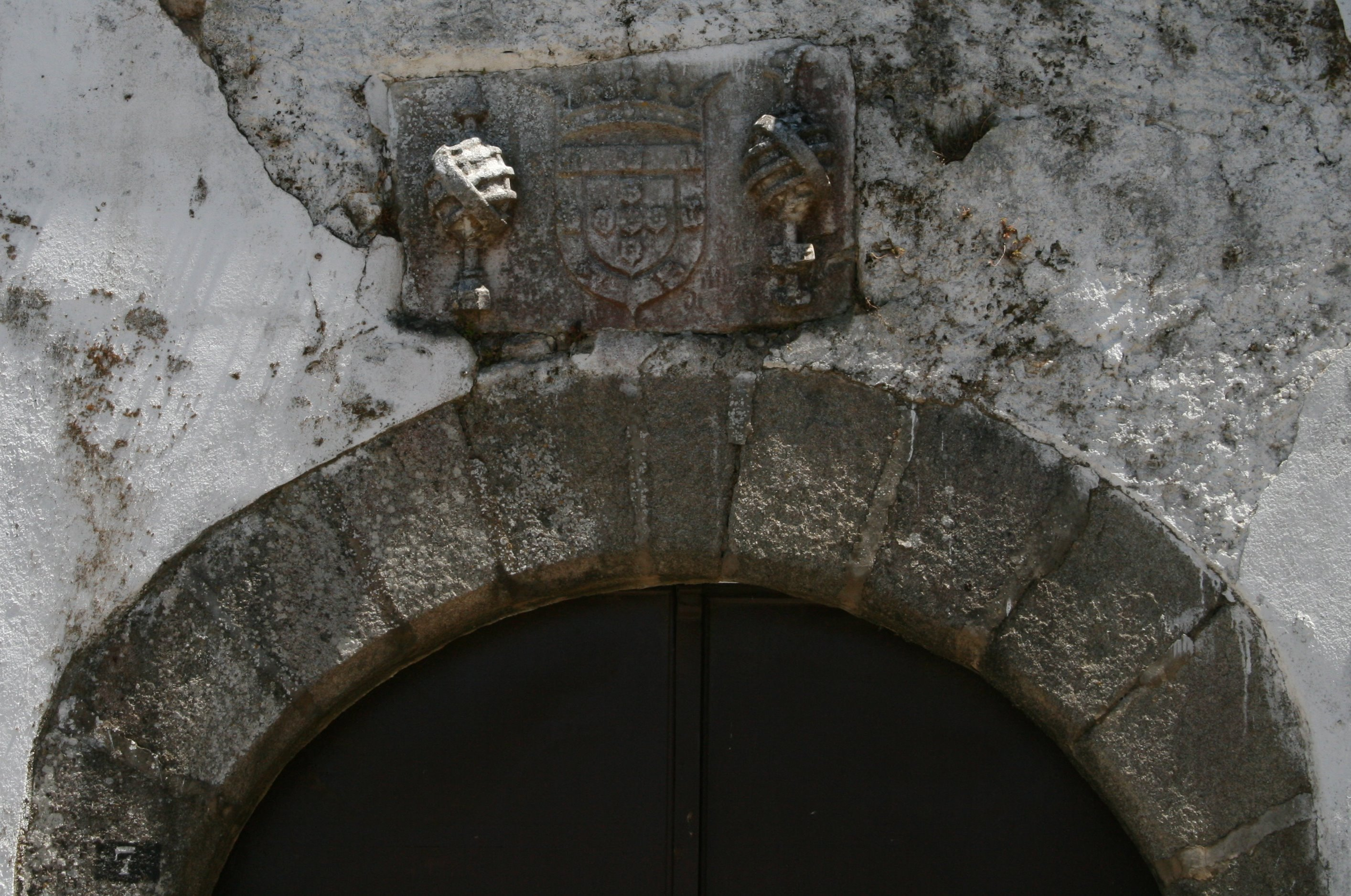
Castelo de Montemor-o-Novo: Escudo de armas de D. Manuel I sobre la puerta de la Casa da Guarda.

En el contexto de la Guerra de Restauración de la Independencia de Portugal, el Consejo de Guerra del Rey João IV (1640-1656) dio órdenes para la reconstrucción de sus defensas.
Durante el terremoto de 1755, como el espacio intramuros ya estaba bastante degradado, se cree que los efectos del terremoto contribuyeron a acelerar el proceso de deterioro de las defensas. Por esta razón, el conjunto fue objeto de reparaciones aún en el siglo XVIII.
Durante la guerra peninsular, la guarnición de la antigua fortificación medieval resistió a las tropas napoleónicas bajo el mando de Junot, luchando cerca del llamado puente de Lisboa (1808). Unos años más tarde, durante la guerra civil portuguesa (1828-1834), el personal de las tropas liberales se concentró aquí, bajo el mando del Mariscal Duque de Saldanha.
En el siglo XX, en 1929, se reparó una de las torres, con muros y secciones de muros que se derrumbaron en los años siguientes. Las nuevas reparaciones tuvieron lugar entre 1937 y 1945, cuando se reconstruyeron dos secciones de los muros derrumbados y se consolidó la tela junto a la Puerta de la Ciudad.
El Castillo de Montemor-o-Novo, que cubre las murallas y los edificios que se encuentran en su interior, está clasificado como monumento nacional por el Decreto N.º 38 147, de 5 de enero de 1951. La intervención de los poderes públicos portugueses se reanudó en el decenio de 1960 y continuó de forma intermitente en los decenios de 1970 y 1980. En este último período se iniciaron las investigaciones arqueológicas, que se reanudaron entre 1992 y 1993. Más recientemente, la llamada Torre da Má Hora fue recuperada.

## Características
Tiene una planta triangular irregular. La tela del muro que da al norte, fue primitivamente rasgada por una puerta, hoy desaparecida, llamada Puerta de Évora. El acceso se realiza actualmente por la llamada Porta da Vila, Porta de Santarém o Porta Nova, al norte, flanqueada por la llamada Torre do Relógio, de planta cuadrada, con una puerta de arco quebrado.
Externamente, la Casa da Guarda está adornada, con un techo abovedado, cuya puerta en arco está coronada por el escudo de armas de D. Manuel I.
En la sección occidental de las murallas, la llamada Puerta del Obispo o del Ángel, defendida por dos torres de planta cuadrada, está rota.
Al este, la Puerta de Santiago o Puerta del Sol está rasgada, flanqueada por la Torre de la Mala Hora, de planta cuadrada, coronada por almenas piramidales.
En la Plaza de Armas del castillo se abre la antigua cisterna y se erige la fachada del antiguo Palacio de Alcaide, hoy en ruinas. Bajo la valla del pueblo se encuentran la iglesia de San Juan Bautista, la iglesia de Santiago, el Convento de Nuestra Señora del Saludo y las ruinas de la iglesia de Santa María do Bispo.